# Fog on the Tyne
Fog on the Tyne ist das zweite Studioalbum der britischen Rockband Lindisfarne, das im Oktober 1971 erschien.

## Entstehung und Veröffentlichung
Die Erstveröffentlichung von Fog on the Tyne erfolgte im Oktober 1971 bei Charisma Records, in den Vereinigten Staaten erschien es kurze Zeit später bei Elektra Records. Bob Johnston produzierte das Album, das Mitte 1971 in den Trident Studios in Soho, London, aufgenommen wurde.
Damit gelang der Gruppe der Durchbruch in Großbritannien. Anfang 1972 stand das Lied vier Wochen lang an der Spitze der Albumcharts und blieb insgesamt 56 Wochen in den Charts. Meet Me on the Corner, einer von zwei Songs, die Bassist Rod Clements geschrieben hatte, erreichte als Single Platz 5. Der Titelsong wurde zur Erkennungsmelodie der Band. Simon Cowe gab sein Debüt als Songwriter und steuerte den Song Uncle Sam bei. Beide Titel auf der B-Seite von Meet Me on the Corner, Scotch Mist (ein Instrumentalstück) und No Time To Lose, erschienen als Bonustracks, als das Album auf CD neu aufgelegt wurde. Eine stark überarbeitete Version des Titelsongs mit Gesang des Fußballers Paul Gascoigne wurde am 29. Oktober 1990 unter dem Titel Fog on the Tyne (Revisited) veröffentlicht, der Gazza und Lindisfarne zugeschrieben wurde. Er erreichte Platz zwei der britischen Singlecharts.
Die Reggae-Gruppe The Pioneers nahm 1972 eine Version von Alright on the Night auf ihrem Album I Believe in Love auf.

## Titelliste
1. Meet Me on the Corner (Rod Clements) – 2:38
2. Alright on the Night (Alan Hull) – 3:32
3. Uncle Sam (Simon Cowe) – 2:55
4. Together Forever (Rab Noakes) – 2:34
5. January Song (Alan Hull) – 4:13
6. Peter Brophy Don't Care (Hull, Terry Morgan) – 2:47
7. City Song (Alan Hull) – 3:06
8. Passing Ghosts (Alan Hull) – 2:28
9. Train in G Major (Rod Clements) – 3:08
10. Fog on the Tyne (Alan Hull) – 3:23

Bonustitel auf Wiederveröffentlichung
1. Scotch Mist (Rod Clements, Simon Cowe, Alan Hull, Ray Jackson, Ray Laidlaw) – 2:06
2. No Time to Lose (Alan Hull) – 3:16

## Kommerzieller Erfolg
| \| ChartsChartplatzierungen \| Höchstplatzierung \| Wochen \| \| ------------------------------- \| ----------------- \| ------ \| \| Vereinigtes Königreich (OCC)[3] \| 1 (56 Wo.) \| 56 \| |                   |        |
| ChartsChartplatzierungen | Höchstplatzierung | Wochen |
| Vereinigtes Königreich (OCC) | 1 (56 Wo.)        | 56     |